# District de Sầm Sơn
Sầm Sơn est une ville de la province de Thanh Hóa dans la côte centrale du Nord au Viêt Nam. 

## Présentation
Le district a une superficie de 44,94 km².

## Histoire
Guerre d'Indochine : Le 14 juillet 1954, dans ce petit village de pêcheurs dans le golfe du Tonkin, le président Ho Chi Minh rend cent prisonniers français contre cent captifs vietnamiens. Les soldats sont dans un état effroyable, squelettes aux visages faméliques et aux regards brûlant de fièvre.